# Howard Cann
Howard Cann (Howard Goodsell Cann; * 11. Oktober 1895 in Bridgeport, Connecticut; † 18. Dezember 1992 in Dobbs Ferry) war ein US-amerikanischer Kugelstoßer und Basketballtrainer.
Bei den Olympischen Spielen 1920 in Antwerpen wurde er Achter im Kugelstoßen mit 13,520 m.
Für die New York University startend wurde er 1920 mit seiner persönlichen Bestleistung von 13,97 m IC4A-Meister.
1920 wurde er mit der Mannschaft der New York University Basketball-Meister der Amateur Athletic Union, die er von 1923 bis 1958 als Trainer betreute. 1968 wurde er als Trainer in die Naismith Memorial Basketball Hall of Fame aufgenommen.